# تاتارده
تاتارده نام روستایی ایرانی نشین در استان زنجان است. مردم این روستا به زبان تُرکی آذربایجانی سخن می گویند و پیرو دین اسلام و مذهب شیعهٔ اثناعشری هستند.

## جمعیت
این روستا در دهستان شیوانات قرار دارد و براساس سرشماری مرکز آمار ایران در سال ۱۳۸۵، جمعیت آن ۳۰۲ نفر (۶۷خانوار) بوده‌است.